# Brandeburgo-Schwedt
Brandeburgo-Schwedt fue una línea cadete de los Hohenzollern de Brandeburgo-Prusia quienes administraron territorios del Sacro Imperio Romano Germánico en el norte del Margraviato de Brandeburgo. Poseyeron territorios en Schwedt-Vierraden (Uckermark y Neumark) y Wildenbruch (Pomerania), aunque no tenía inmediación imperial.

## Descripción

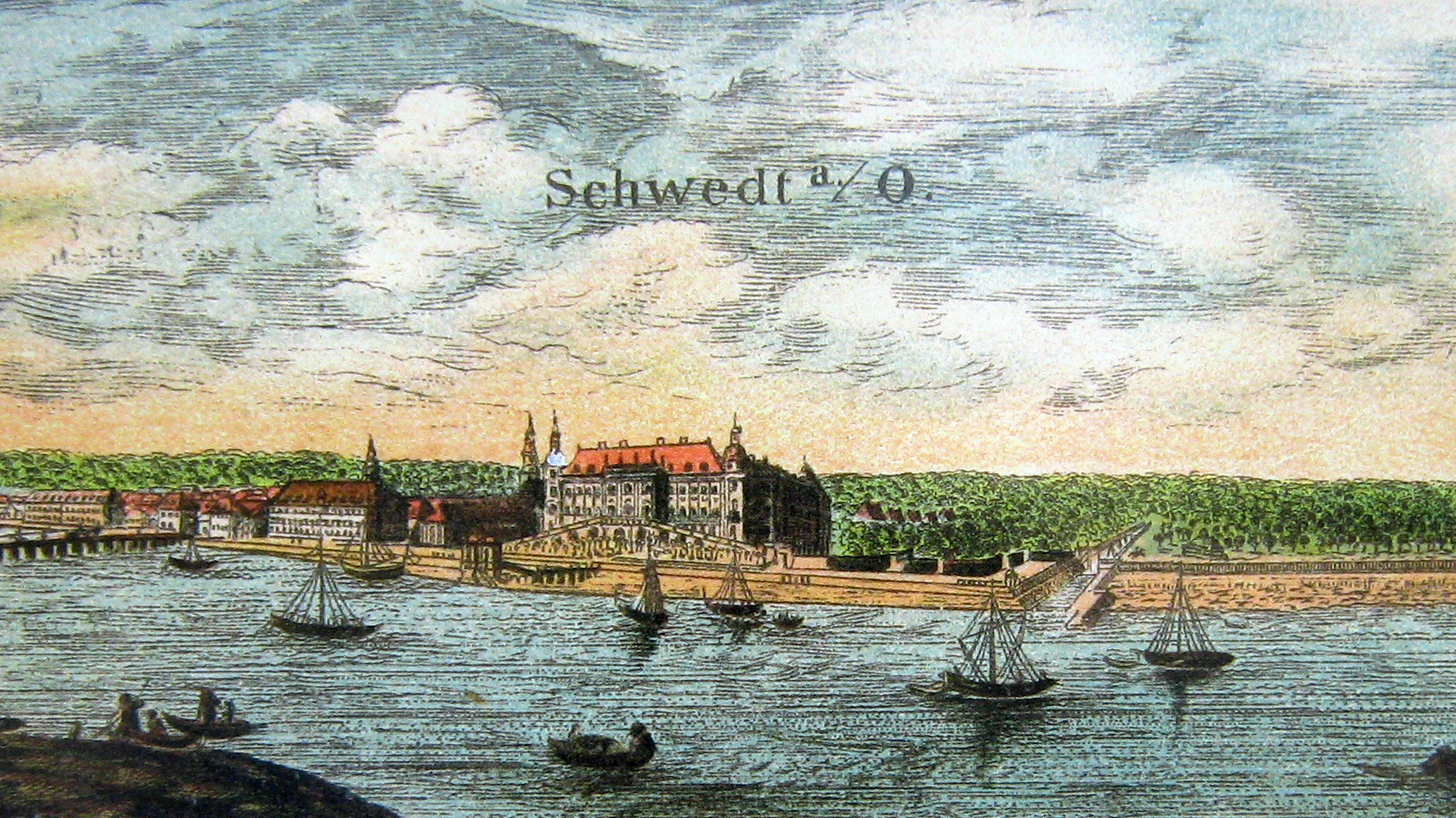
El Palacio de Schwedt, sede de los margraves de Brandeburgo-Schwedt en 1669.

Debido a la falta de dinero después de la Guerra de los Treinta Años (1618-1648), el elector Federico Guillermo de Brandeburgo hipotecó la región de Schwedt al conde Gustav Adolf von Fahrensbach (Varrensback, Varensbeke) por 25.000 táleros. La electora Sofía Dorotea de Schleswig-Holstein-Sonderburg-Glücksburg, la segunda esposa del elector, recobró el territorio por 26.500 táleros y lo concedió a su hijo mayor, Felipe Guillermo. El menor de sus hijos era Cristián Luis, a quien se dedicaron los Conciertos de Brandeburgo. A través de la compra de más fincas, el territorio fue expandido para incluir tres ciudades, tres castillos, 33 villas, y 24 granjas.
Dorotea se dedicó a la reconstrucción del Castillo de Schwedt tras la Guerra de los Treinta Años, así como al desarrollo de la ciudad y sus alrededores. Expertos holandeses y hugonotes franceses fueron invitados a cultivar tabaco en la primavera de 1686. Para el final del siglo XVIII, el Uckermark tenía una área de 44 km² y era la mayor región coherente productora de tabaco del Imperio. Las tres fábricas de cigarros eran el motor económico más importante de la región.
El Margrave Felipe Guillermo (gobernó entre 1688-1711), cultivó sus dominios intensamente y amuebló el castillo a expensas de grandes costos. La viva actividad constructora fue continuada por su sucesor, el Margrave Federico Guillermo (gobernó entre 1731-1771), quien empezó a desarrollar Schwedt como sede regional para una línea cadete.
El hijo menor de Felipe Guillermo, Federico Enrique (gobernó entre 1771-1788), quien fue el último Margrave de Brandeburgo-Schwedt, desarrolló Schwedt como un centro cultural. Después de su muerte en 1788, el territorio de la línea cadete revirtió al Reino de Prusia.
El castillo de Schwedt, desde 1794 y durante pocos años,  fue la residencia del segundo hijo del rey Federico Guillermo II de Prusia, el príncipe Federico Luis Carlos de Prusia.

## Genealogía
Descendientes de Sofía Dorotea de Schleswig-Holstein-Sonderburg-Glücksburg (1636-1689) por su matrimonio con Federico Guillermo, elector de Brandeburgo:
1. Felipe Guillermo (1669-1711), casado con la princesa Juana Carlota de Anhalt-Dessau
  1. Margrave Federico Guillermo (1700-1771), casado en 1734 con la princesa Sofía Dorotea de Prusia (1719-1765)
    1. Sofía Dorotea (1736-1798), casada con el duque Federico II Eugenio de Wurtemberg.
    2. Isabel Luisa (1738-1820), casada con su tío el príncipe Augusto Fernando de Prusia.
    3. Jorge Felipe (1741-1742)
    4. Filipina (1745-1800), casada con el landgrave Federico II de Hesse-Kassel
    5. Jorge Federico (1749-1751)

  2. Margravina Federica Dorotea Enriqueta (1700-1701)
  3. Margravina Enriqueta María (1702-1782); casada en 1716 con el príncipe heredero Federico Luis de Wurtemberg (1698-1731)
  4. Jorge Guillermo (* / † 1704)
  5. Margrave Federico Enrique (1709-1788), casado en 1739 con la princesa Leopoldina María de Anhalt-Dessau (1716-1782).
    1. Federica Carlota (1745-1808), última abadesa de la abadía de Herford.
    2. Luisa (1750-1811), casada con el príncipe (después duque) Leopoldo III de Anhalt-Dessau (1740-1817).

  6. Margravina Carlota (1710-1712)
2. María Amalia (1670-1739), casada con Carlos de Mecklemburgo-Güstrow, hijo de Gustavo Adolfo de Mecklemburgo-Güstrow, y en segundas nupcias con Mauricio Guillermo de Sajonia-Zeitz, hijo de Mauricio de Sajonia-Zeitz
3. Margrave Alberto Federico (1672-1731)
  1. Federico de Brandeburgo-Schwedt (1704-1707)
  2. Margrave Carlos Federico Alberto (1705-1762)
  3. Ana Sofía Carlota (1706-1751), casada en 1723 con el duque Guillermo Enrique de Sajonia-Eisenach (1691-1741).
  4. Luisa Guillermina de Brandeburgo-Schwedt  (1709-1726)
  5. Federico  (1710-1741), murió en la batalla de Mollwitz como coronel prusiano.
  6. Sofía Federica Albertina de Brandeburgo-Schwedt (1712-1750); desposó en 1733 al Príncipe Víctor Federico de Anhalt-Bernburg (1700-1765).
  7. Margrave Federico Guillermo (1715-1744).
4. Carlos Felipe (1673-1695),
5. Isabel Sofía (1674-1748), quien se casó el 30 de marzo de 1703 con Cristián Ernesto de Brandeburgo-Bayreuth (6 de agosto de 1644 - 20 de mayo de 1712).
6. Dorotea (1675-1676),
7. Cristian Ludovico (1677-1734), dedicatario de los Conciertos de Brandeburgo de Bach.

- Datos: Q455580